# 1759 год в музыке

## События
- Иоганн Фридрих Агрикола после смерти Карла Генриха Грауна стал директором королевской оперы в Берлине.
- Певец-кастрат Гаспаре Паккьеротти дебютирует на карнавале в Перудже в женской роли.
- Томмазо Траэтта становится придворным композитором в Парме.

## Классическая музыка
- Вильгельм Фридеман Бах — «Пьесы для музыкальных часов».
- Франсуа Жозеф Госсек — Sei sinfonie a più stromenti, op.4.
- Йозеф Гайдн — Симфония № 1 ре мажор соч. 1.
- Михаэль Гайдн — Симфония № 1 до мажор.

## Опера
- Иоганн Эрнст Эберлин — «Демофонт» (Demofoonte, последняя опера композитора).
- Флориан Леопольд Гассман — «Птицеловы» (итал. Gli uccellatori).
- Кристоф Виллибальд Глюк — комические оперы
  - «Осаждённая Китира» (фр. Cythère assiégée, первая редакция)[1]
  - «Кавардак, или Дьявольская свадьба» (фр. Le diable à quatre, ou La double métamorphose)[2]
  - «Очарованное дерево, или Обманутый опекун» (фр. L’arbre enchanté, ou Le tuteur dupé, первая редакция).[3]
- Томмазо Траэтта — «Ипполит и Арисия» (итал. Ippolito e Aricia).
- Франсуа-Андре Филидор — опера-комик «Сапожник Блез» (фр. Blaise le savetier).

## Балет
- Кристоф Виллибальд Глюк — Les amours de Flore et Zéphire и Le naufrage.

## Родились
- 25 января — Роберт Бёрнс, шотландский поэт и фольклорист, автор многочисленных популярных песен (умер в 1796).
- 31 января — Франсуа Девьен, французский флейтист, фаготист, композитор и преподаватель (умер в 1803).
- 18 апреля — Жак Видеркер[фр.], эльзасский виолончелист и композитор (умер в 1823).
- 15 мая — Мария Терезия фон Парадис, австрийский музыкант и композитор (умерла в 1824).
- 19 июля — Марианна Ауэнбруггер (нем. Marianna Auenbrugger), австрийская пианистка и композитор (умерла в 1782).
- 27 ноября — Франтишек Крамарж, чешский композитор (умер в 1831).
- дата неизвестна — Уильям Мэттьюс из Ноттингема (англ. William Matthews of Nottingham), английский композитор (умер в 1830).[4]

## Умерли
- 14 апреля — Георг Фридрих Гендель, английский композитор немецкого происхождения (род. в 1685).
- 22 июня — Луи де Каюзак[фр.], французский либреттист (род. в 1706).
- 25 июля (похоронен) — Иоганн Христоф Альтниколь, немецкий композитор, бас и органист, зять и музыкальный копиист И. С. Баха (род. в 1719).
- 8 августа — Карл Генрих Граун, немецкий композитор, придворный капельмейстер Фридриха Великого (род. в 1704).
- 4 сентября — Джироламо Микеланджело Кити (итал. Girolamo Michelangelo Chiti), итальянский композитор, ученик и биограф Д. О. Питони (род. в 1679).
- дата неизвестна — Густав Вальс (нем. Gustavus Waltz), английский оперный певец-бас немецкого происхождения, известный многолетним сотрудничеством с Генделем (год рождения неизвестен).